# Toekang-Besihoningzuiger
De Toekang-Besihoningzuiger (Cinnyris infrenatus) is een vogelsoort uit de familie van de Nectariniidae. Het is een endemische soort op de eilandengroep ten zuidoosten van het eiland Celebes.

## Taxonomie
De vogel werd in 1903 door de Duitse vogelkundige Ernst Hartert geldig als soort beschreven. Deze honingzuiger behoorde lange tijd als ondersoort tot het taxon Cinnyris jugularis. In 2023 verscheen een uitgebreid onderzoek aan zowel het mitochondriaal DNA van al deze ondersoorten, als wel het verenkleed en het geluidenrepertoire. Hieruit bleek dat dit taxon kon worden afgesplitst als aparte soort.

## Herkenning
De vogel is ongeveer 10 cm lang. Van boven is de vogel olijfbruin, van onder geel. Het mannetje heeft een metaalblauwe borst en keel.

## Verspreiding en leefgebied
De vogel komt voor op de Tukangbasi-eilanden een eilandengroep ten zuidoosten van Celebes. De vogel heeft geen eigen vermelding op de Rode lijst van de IUCN.